# آرتیوم میکائلیان
آرتیوم میکائلیان (انگلیسی: Artyom Mikaelyan؛ زادهٔ ۱۲ ژوئیهٔ ۱۹۹۱ در گیومری) بازیکن فوتبال در پست مدافع اهل ارمنستان است.

## باشگاهی
از باشگاه‌هایی که در آن بازی کرده‌است می‌توان به باشگاه فوتبال شیراک اشاره کرد.

## تیم ملی
وی همچنین در تیم ملی فوتبال ارمنستان بازی کرده‌است. یان نخستین بازی ملی خود را که یک بازی دوستانه بود در تاریخ  در مقابل تیم ملی فوتبال انجام داده‌است..